# Gotisch (taal)
Het Gotisch is een uitgestorven Oost-Germaanse taal, de enige taal uit deze tak waarover redelijk veel bekend is. De vierde-eeuwse Gotische Bijbelvertaling van bisschop Wulfila is het eerste overgeleverde literaire werk in een Germaanse taal en daarom van groot belang voor de taalwetenschap. Met onder andere vier of vijf naamvallen, een dualis en een synthetische lijdende vorm vertoont het Gotisch veel archaïsche kenmerken.
Het Gotisch werd gesproken door het volk der Goten en verspreidde zich na de derde eeuw vanuit het gebied ten noorden van de Zwarte Zee naar het huidige Italië, Frankrijk en Spanje, maar stierf na de val van de Gotenrijken in de achtste eeuw in West-Europa uit. Op de Krim bleef een variant van het Gotisch, het Krim-Gotisch, in ieder geval tot in de zestiende eeuw bestaan. Er zijn toen tachtig woorden en een liedje aangetroffen bij mensen die de taal toen nog spraken.

## Alfabet

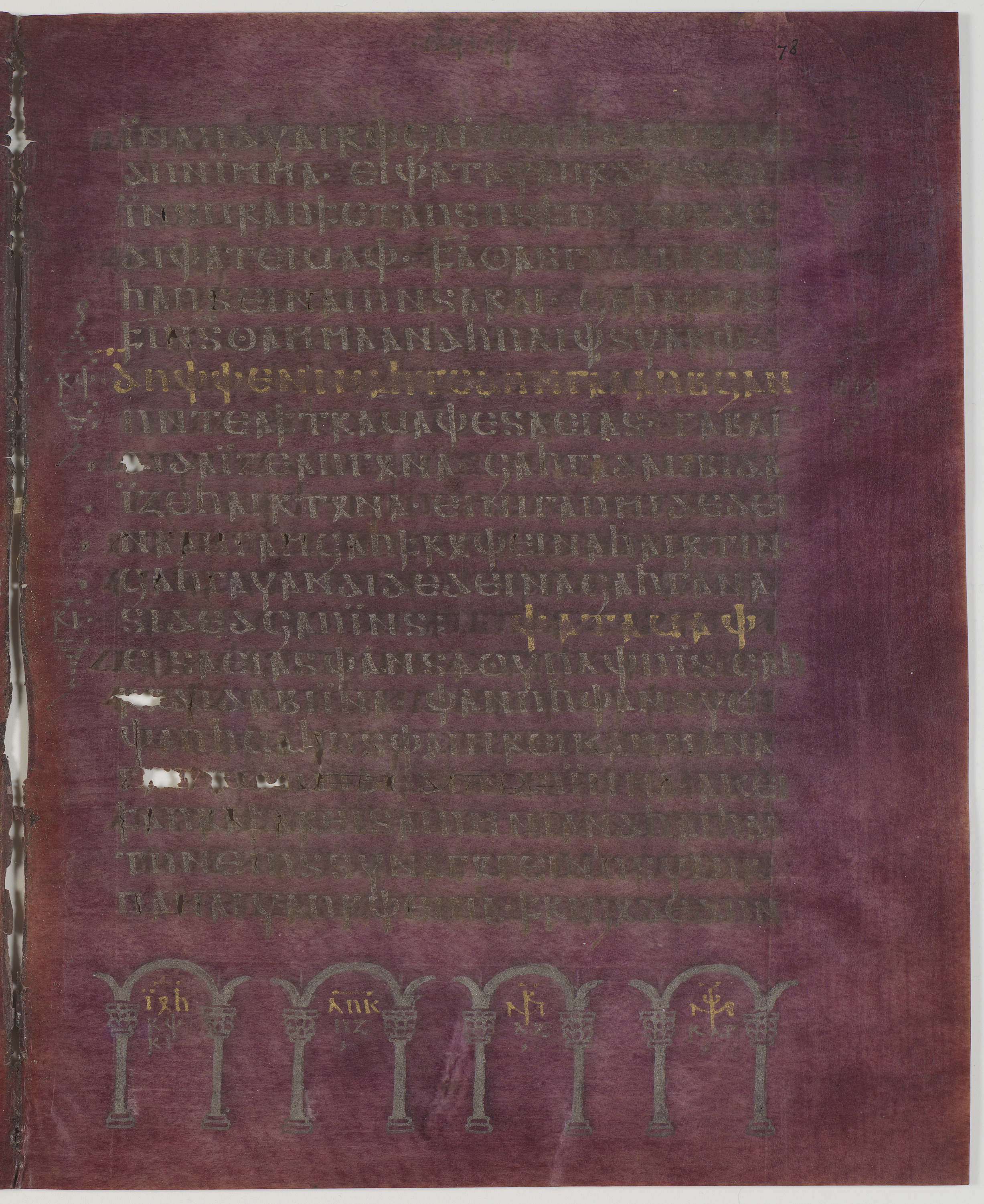
Een pagina uit de Codex Argenteus

Wulfila ontwierp voor zijn bijbel zelf een op het Griekse alfabet gebaseerd schrift. Voorheen schreven de Goten in runen. Men mag aannemen dat het alfabet grotendeels fonematisch is, met waarschijnlijk de volgende op de uitspraak van het Grieks gebaseerde uitzonderingen: <ei> = [iː], <au> = [ɔ], <ai> = [ɛ] en <gg> = [ŋ]. In de wetenschap wordt vrijwel uitsluitend met de transliteratie naar het Latijnse alfabet gewerkt.
| Letter         |         |         |     |        |         |      |     |        |     |         |     |         |     |     |
| Transliteratie | a       | b       | g   | d      | e       | q    | z   | h      | þ   | i       | k   | l       | m   | n   |
| Getalswaarde   | 1       | 2       | 3   | 4      | 5       | 6    | 7   | 8      | 9   | 10      | 20  | 30      | 40  | 50  |
| Uitspraak      | [a, aː] | [b]     | [g] | [d, ð] | [e, eː] | [kʷ] | [z] | [h]    | [θ] | [i, iː] | [k] | [l]     | [m] | [n] |
|                |         |         |     |        |         |      |     |        |     |         |     |         |     |     |
| Letter         |         |         |     |        |         |      |     |        |     |         |     |         |     |     |
| Transliteratie | j       | u       | p   | —      | r       | s    | t   | w      | f   | x       | ƕ   | o       | —   |     |
| Getalswaarde   | 60      | 70      | 80  | 90     | 100     | 200  | 300 | 400    | 500 | 600     | 700 | 800     | 900 |     |
| Uitspraak      | [j]     | [u, uː] | [p] |        | [r]     | [s]  | [t] | [w, y] | [f] | [kʰ]    | [ʍ] | [o, oː] |     |     |

## Klanken

### Klinkers
| Monoftongen | Diftongen |

### Medeklinkers
|               | Labialen | Labialen | Dentalen | Dentalen | Alveolaren | Alveolaren | Palatalen | Palatalen | Velaren | Velaren | Labiovelaren | Labiovelaren | Laryngalen |
| ------------- | -------- | -------- | -------- | -------- | ---------- | ---------- | --------- | --------- | ------- | ------- | ------------ | ------------ | ---------- |
| Plosieven     | [p]      | [b]      |          |          | [t]        | [d]        |           | [ɟː]      | [k]     | [g]     | [kʷ]         | [gʷ]         |            |
| Fricatieven   | [ɸ, f]   | [β]      | [θ]      | [ð]      | [s]        | [z]        |           |           | [x]     | [ɣ]     | [ʍ]          |              | [h]        |
| Approximanten |          |          |          |          |            |            |           | [j]       |         |         |              | [w]          |            |
| Nasalen       |          | [m]      |          |          |            | [n]        |           |           |         | [ŋ]     |              |              |            |
| Lateralen     |          |          |          |          |            | [l]        |           |           |         |         |              |              |            |
| Trillen       |          |          |          |          |            | [r]        |           |           |         |         |              |              |            |

## Morfologie
Het Gotisch vertoont een relatief complexe morfologie met veel archaïsche Indo-Europese kenmerken die in de huidige Germaanse talen zijn verdwenen.

### Verbuiging
Naamwoorden worden in het Gotisch verbogen naar naamval, getal en geslacht.
Het Gotisch kent vier of vijf naamvallen: nominatief, genitief, datief, accusatief en vocatief, waarbij de laatste in vorm altijd gelijk is aan de nominatief of accusatief. Bovendien zijn er resten van een instrumentalis.
Er zijn drie getallen, enkelvoud, meervoud en tweevoud (dualis). De dualis komt echter alleen in het persoonlijk voornaamwoord (en in het werkwoord) van de eerste en tweede persoon tot uitdrukking.

### Vervoeging
Het Gotische werkwoord wordt vervoegd naar:
- tijd: verleden en niet-verleden;
- wijs: indicatief, conjunctief (optatief), imperatief en infinitief;
- actief/passief;
- persoon: eerste, tweede en derde;
- getal: enkelvoud, meervoud en dualis.

Een bijzonderheid is dat het Gotisch nog een synthetisch, dus niet omschreven, passief kent.

## Specimen
Het bekendste Gotische fragment is het Onzevader (Matt. 6:9-13):
| Wulfila | Letterlijk | NBV |
| --- | --- | --- |
| Atta unsar þu in himinam, weihnai namo þein. qimai þiudinassus þeins. wairþai wilja þeins, swe in himina jah ana airþai. hlaif unsarana þana sinteinan gif uns himma daga. jah aflet uns þatei skulans sijaima, swaswe jah weis afletam þaim skulam unsaraim. jah ni briggais uns in fraistubnjai, ak lausei uns af þamma ubilin. | Vader onze u in hemelen, geheiligd worde naam uw. kome koninkrijk uw. worde wil uw, zoals in hemel ook op aarde. brood ons het dagelijkse geef ons deze dag. en vergeef ons dat schuldenaren wij zijn, zoals ook wij vergeven de schuldenaren onze. en niet moge u brengen ons in verzoeking, maar verlos ons van het boze. | Onze Vader in de hemel, laat uw naam geheiligd worden, laat uw koninkrijk komen en uw wil gedaan worden op aarde zoals in de hemel. Geef ons vandaag het brood dat wij nodig hebben. Vergeef ons onze schulden, zoals ook wij hebben vergeven wie ons iets schuldig was. En breng ons niet in beproeving, maar red ons uit de greep van het kwaad. |